# Rolf Nonnenmacher
Rolf Nonnenmacher (* 6. Juli 1954 in Stuttgart) ist ein deutscher Wirtschaftsprüfer. Er war bis 2013 in leitenden Funktionen für das globale Netzwerk KPMG tätig und ist aktuell Mitglied des Aufsichtsrats und Vorsitzender des Prüfungsausschusses der Continental AG.

## Leben
Nonnenmacher war von 1981 bis 2013 bei KPMG beschäftigt, seit 1987 als Partner, seit 1998 als Mitglied und von 2005 bis 2011 als Sprecher des Vorstands von KPMG Deutschland, von 2007 bis 2013 als Chairman von KPMG EMA Region (Europa, Naher Osten, Afrika und Südasien).
Nonnenmacher ist Mitglied des Aufsichtsrats und Prüfungsausschussvorsitzender der Continental AG (seit 2014).  
Nonnenmacher war von 2015 bis zum 30. April 2024 Aufsichtsrat der ProSiebenSat1 Media SE und von 2015 bis 2022 Aufsichtsrat der Covestro AG.
Nonnenmacher ist Honorarprofessor für Wirtschaftsprüfung der Johann Wolfgang Goethe-Universität Frankfurt am Main. 
Von 2000 bis 2001 gehörte Nonnenmacher der Regierungskommission Corporate Governance (Baums-Kommission) an, deren Empfehlungen Grundlage für den Deutschen Corporate Governance Kodex waren. Der Regierungskommission Deutscher Corporate Governance Kodex gehörte Nonnenmacher seit Juli 2016 an und übernahm den Vorsitz von März 2017 bis zu seinem Ausscheiden 2023.
Nonnenmacher war Vorsitzender des Vorstands der Gesellschaft für Unternehmensgeschichte e.V., Frankfurt, der Stiftung Pinakothek der Moderne, München, und bis April 2024 Kassenwart des Bayerischen Yacht Clubs (BYC).
Nonnenmacher ist verheiratet und Vater von drei Töchtern. Seit seinem Studium ist er Mitglied des Corps Franconia Jena.

## Veröffentlichungen
Bücher
- Aufgaben und Umfang der Jahresabschlussprüfung. (1987), ISBN 3-504-35261-2.
- Rechnungslegung: Warum und wie. (Herausgeber) C.H. Beck, 1996, ISBN 3-406-41616-0.

Aufsätze
- Value Reporting als Erweiterung der internationalen Rechnungslegung? in: Steuern, Rechnungslegung und Kapitalmarkt. Deutscher Universitätsverlag 2004, ISBN 978-3-8244-8145-3.
- Neue gemeinschaftsrechtliche Vorgaben für den Prüfungsausschuss, in: Blumenberg/Crezelius/Gosch/Schüppen (Hrsg.), Festschrift für Wilhelm Haarmann, IDW-Verlag 2015, S. 207–230
- Der Abschlussprüfer als Element der Corporate Governance, in: Schoppen (Hrsg.), Corporate Governance, Campus Verlag 2015, S. 166–172
- Corporate Governance und Abschlussprüfung, in: Dobler / Hachmeister / Kuhnert / Rammert (Hrsg.), Rechnungslegung, Prüfung und Unternehmensbewertung, Stuttgart 2014, S. 547–566
- Aktuelle Anforderungen an Prüfungsausschüsse, zusammen mit Klaus Pohle und Axel von Werder, in: Der Betrieb 2009, Heft 27, S. 1447–1454
- Sanierung, Insolvenz und Bilanzen. in Bilanzrecht und Kapitalmarkt. IDW Verlag 1994, ISBN 3-8021-0573-7.